# أليكسندر رودينكو
أليكسندر رودينكو (الروسية: Руденко, Александр Станиславович) (4 مارس 1993 بتاغانروغ في روسيا - ) هو لاعب كرة قدم روسي في مركز حراسة المرمى. لعب مع نادي أورينبورغ ونادي كوبان كراسنودار وFC Chernomorets Novorossiysk ‏ وطوربيدو أرمافير ‏.

## روابط خارجية
- أليكسندر رودينكو على موقع قاعدة بيانات كرة القدم.إي يو (الإنجليزية)
- أليكسندر رودينكو على موقع Soccerway.com (الإنجليزية)
- أليكسندر رودينكو على موقع عالم كرة القدم.نت (الإنجليزية)